# 宇治山田港
宇治山田港（うじやまだこう）は、三重県伊勢市にある地方港湾。五十鈴川の河口に形成された港湾で、五十鈴川・勢田川の水面や二見浦沖をも港湾区域に含む。河口に位置することから土砂の堆積が深刻で、港湾機能を阻害している。
航路としてはほとんど利用されておらず、専ら砂利を取り扱う港湾となっている。

## 港湾区域と港湾地区
1979年（昭和54年）2月9日の三重県告示第54号による宇治山田港の港湾区域は次のように規定される。
| 「 | 宮川派川大湊川の分派点から45度3,000メートルの地点まで引いた線、二見町旧二見隧道東口から45度1,000メートルの地点まで引いた線、両地点を結んだ線及び陸岸により囲まれた海面並びに勢田川参宮線鉄橋及び五十鈴川汐合橋各下流の河川水面 | 」 |

「勢田川参宮線鉄橋」は、伊勢市神久一丁目と吹上二丁目の間に架橋されており、勢田川中流部の河崎や船江も港湾区域に含まれる。港湾地区は以下の6つある。
- 大湊地区（おおみなと） - 伊勢市大湊町。造船が中心であった。
- 神社地区（かみやしろ） - 伊勢市下野町・神社港。建築材料の取り扱いが中心である。
- 竹ヶ鼻地区（たけがはな） - 伊勢市竹ヶ鼻町。
- 一色地区（いっしき） - 伊勢市一色町。漁業基地として利用されている。
- 今一色地区（いまいしき） - 伊勢市二見町今一色。漁業基地として利用されている。
- 二見地区（ふたみ） - 伊勢市二見町荘・二見町茶屋・二見町江。観光客の来訪が多い。

## 歴史

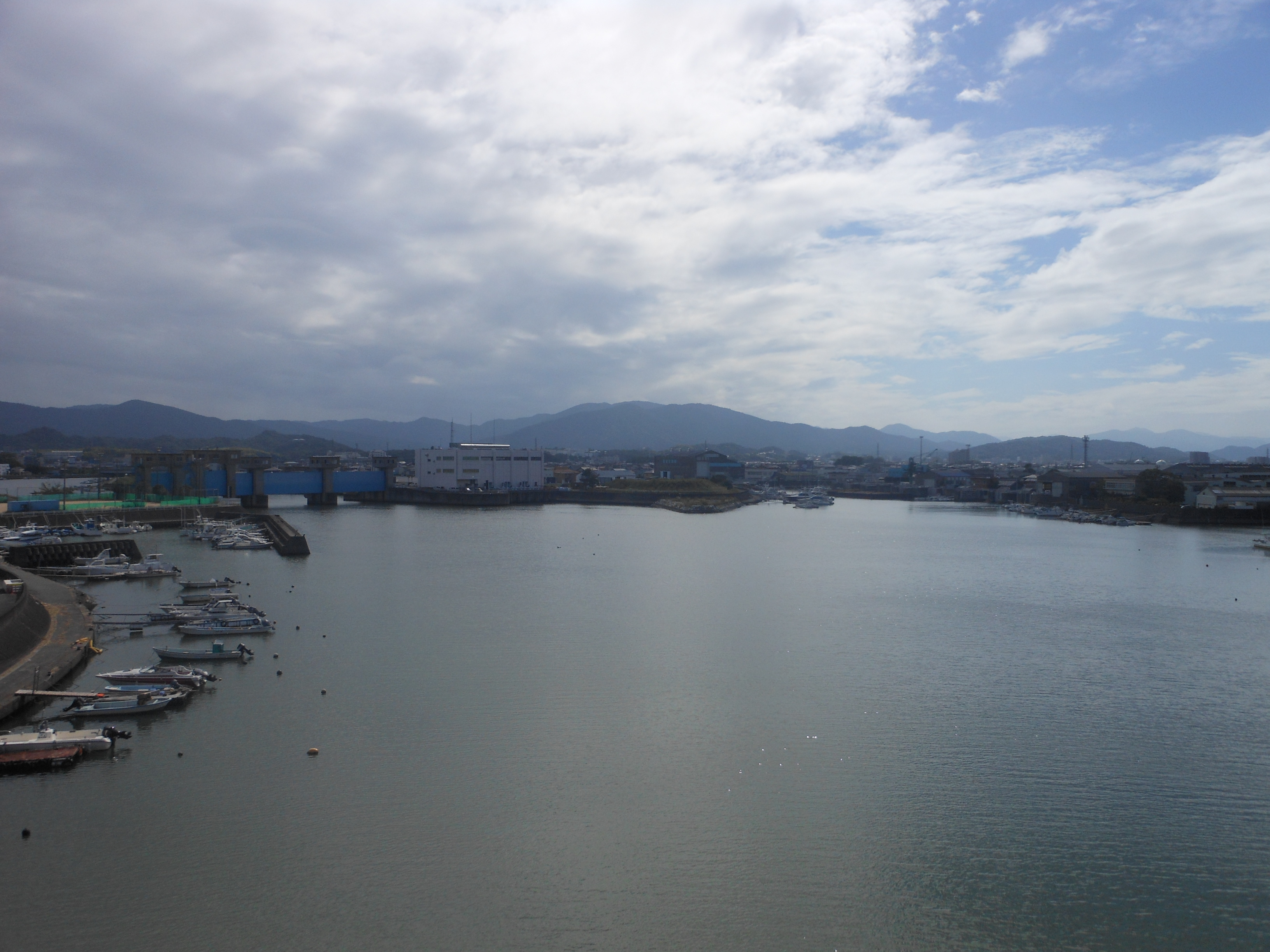
勢田川河口
右手が竹ヶ鼻地区、左手が一色地区

宇治山田港は、近世に大湊・神社・河崎の3港からなっていた。いずれの港湾も伊勢神宮との関係で成長した港湾で、特に大湊は室町時代から伊勢湾最大の港として栄えていた。また造船業も盛んであった。神社は海を渡ってきた参宮客の上陸地点として、河崎は伊勢で消費される食料の荷揚げ地として繁栄した。
明治時代には神社と名古屋港・豊橋港の間に航路が設定され、多くの参宮客が利用した。しかしながら陸上交通の発達に伴い、旅客輸送機能は落ちていくこととなる。昭和の戦前期になっても伊勢に出入りする物資の8割を大湊・神社・河崎の3港で占めていた。
戦後の1952年（昭和27年）9月1日、3港と二見の港は宇治山田港として地方港湾の指定を受けた。しかし高度経済成長の時代には物資輸送機能も陸上交通に取って代わられ、物資集散地としての機能も失われた。戦後の宇治山田港は、造船業・建築材料取り扱い・漁業・観光業に活路を見い出している。
1996年（平成8年）から2002年（平成14年）にかけて、航路の整備が行われた。この間に伊勢市は住民の意見を取り入れた港湾づくりのマスタープランを策定、住民と行政の協働による「宇治山田港湾整備促進協議会」は『宇治山田港湾整備に向けての提言』をまとめた。21世紀に入ってからは、宇治山田港湾整備促進協議会の呼びかけによって地域の市民組織の連合した特定非営利活動法人伊勢「海の駅・川の駅」運営会議が結成され、歴史や文化を活用した港町づくりの活動が進められている。住民による活動は、港湾を段階的に利用することで、三重県に対して港湾整備を促している。

## 宇治山田港旅客ターミナル
宇治山田港旅客ターミナルは中部国際空港と宇治山田港を結ぶ定期航路の宇治山田港におけるターミナルとして約6億4300万円をかけて整備した施設。伊勢市下野町にあった。セラヴィ観光汽船による運航が予定されていたことから、伊勢市が合併特例債を利用して、係留施設や駐車場を整備した。当初2007年（平成19年）秋に就航予定とされたが、セラヴィ観光汽船が2008年（平成20年）春への延期を申し出、2008年（平成20年）2月に一度も就航することなく撤退を表明した。
セラヴィ観光汽船の撤退表明を受けて、時の市長・森下隆生は伊勢市議会で謝罪するも、中部国際空港海上アクセス事業の継続を表明した。そして活用策が決まらないまま2008年（平成20年）4月にターミナルが完成、5月1日から利用が開始された。市では代替業者を探して奔走、市民による新会社が運行の受け皿となることも検討された。代替業者探しに暗雲立ち込める中、鳥羽市とを結ぶ遊覧船の発着場としての利用や、伊勢湾岸の愛知県の自治体との交流の場としての利用が提案された。
更に2009年（平成21年）1月には、費用節減のために浮桟橋に使われていた中古の台船の耐用年数が不明であることが発覚し、安全性を疑問視する声が上がった。三重県は浮桟橋の使用停止を指示し、住民団体による提訴も行われた。これと前後して長崎県の海運業者が就航を検討したものの、業者が伊勢市へ1億円の財政支援を求めたことから、交渉は打ち切られた。結局、森下市長は同年10月7日に海上アクセス事業の責任を取り辞任した。
出直し市長選挙の結果、海上アクセス事業の中止を公約とした鈴木健一が当選、ターミナルの撤去・譲渡・売却・有効活用という選択肢を提示した。そして2010年（平成22年）3月3日の伊勢市議会定例会で取り壊しが宣言され、撤去に8100万円かかるとの見通しが示された。そして同年7月14日の議会で撤去費用約8800万円を含む補正予算が可決された。そして2011年（平成23年）3月2日にターミナルの取り壊しが始まり、事実上旅客ターミナル問題は終幕を迎えた。
なお、中部国際空港と宇治山田港の間には、かつて神社みなとまち再生グループにより水上タクシー「伊勢1号」が就航していた。

## 港湾統計

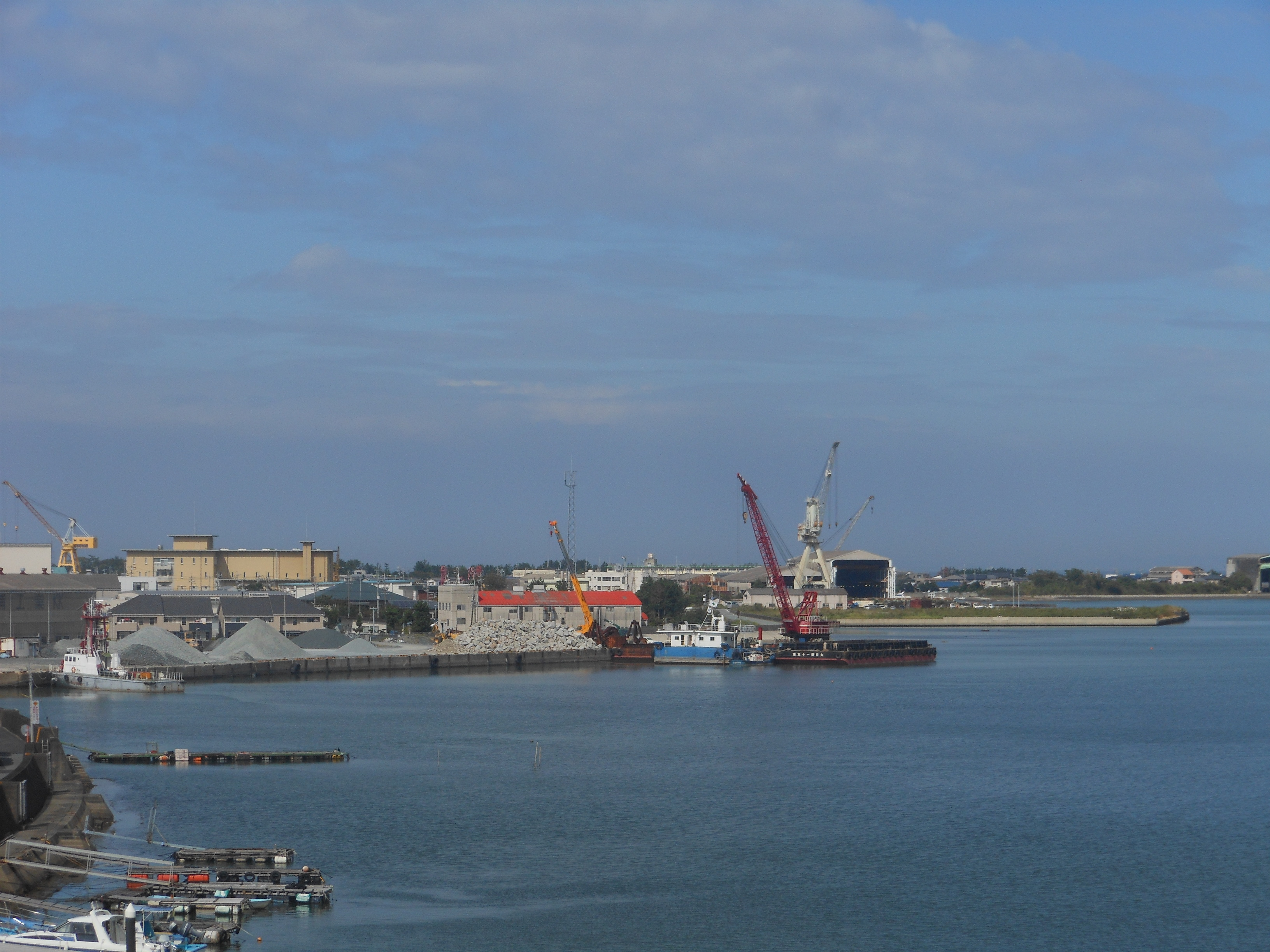
砂利・砂の取り扱いの様子

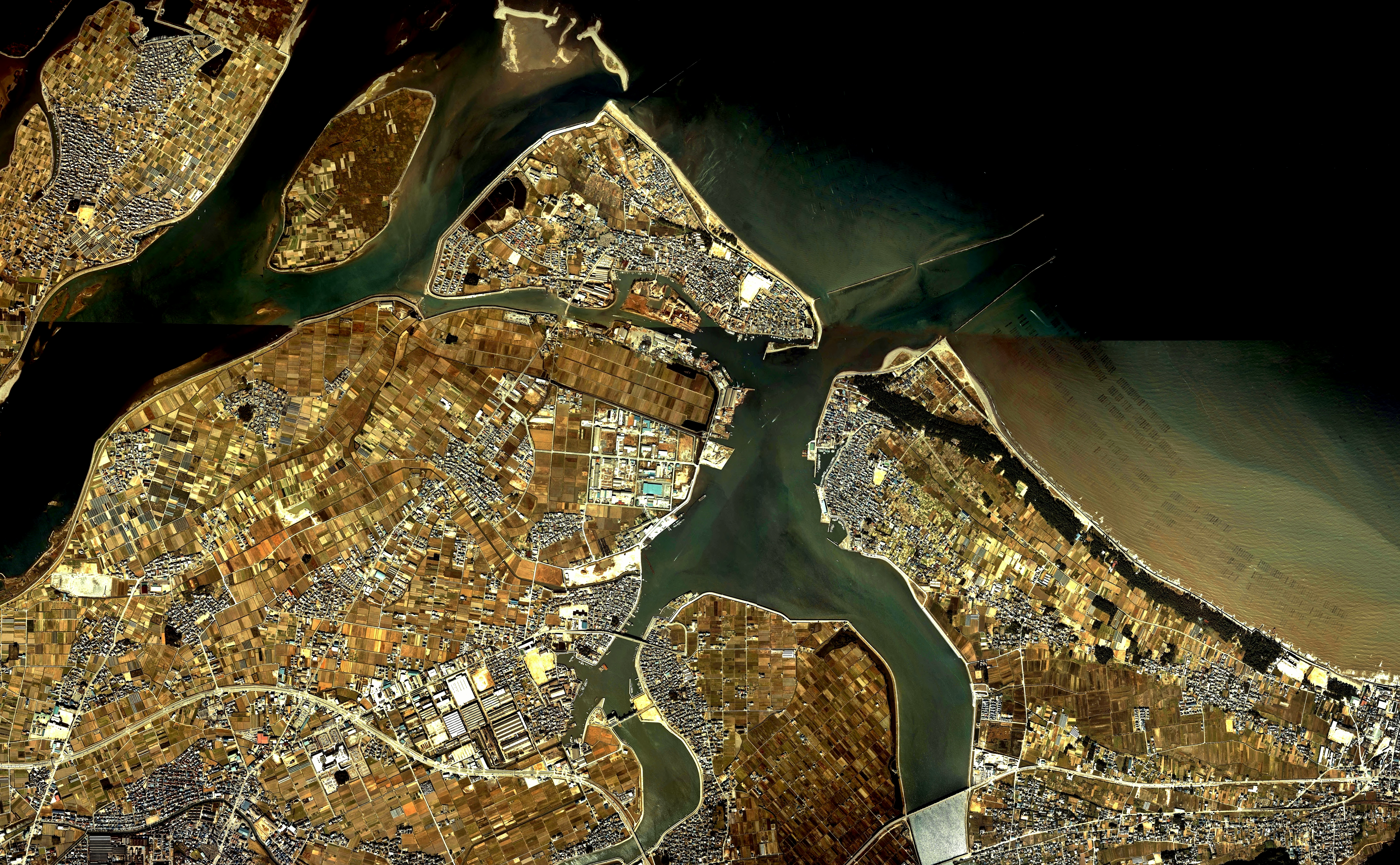
宇治山田港周辺の空中写真。画像左上の中州のある大きな河川は宮川河口部。画像中央やや右の入江は勢田川（左側）、五十鈴川（右側）の最下流部。1983年撮影の11枚を合成作成。
。

入港船数
| 年                 | 隻数（隻） | 総トン数（t） |
| ------------------ | ---------- | ------------- |
| 1979年（昭和54年） | 20,790     | 470,000       |
| 1999年（平成11年） | 291        | 139,049       |
| 2001年（平成13年） | 291        | 181,294       |
| 2003年（平成15年） | 375        | 1,224,743     |
| 2005年（平成17年） | 229        | 117,602       |
| 2007年（平成19年） | 184        | 126,839       |
| 2009年（平成21年） | 221        | 52,933        |

貨物量
各年とも輸出入は行っていない。
| 年                 | 移出量（t） | 移入量（t） | 計（t） |
| ------------------ | ----------- | ----------- | ------- |
| 1999年（平成11年） | 2,004       | 71,488      | 73,492  |
| 2001年（平成13年） | 2,303       | 46,492      | 48,795  |
| 2003年（平成15年） | 331         | 125,296     | 125,627 |
| 2005年（平成17年） | 36,315      | 13,224      | 49,539  |
| 2007年（平成19年） | 11          | 75,851      | 75,862  |
| 2009年（平成21年） | 739         | 33,893      | 34,632  |

| 移出品（2007年） 1. 染料・塗料・合成樹脂その他 10t 2. 窯業品 1t | 主な移入品（2007年） 1. 砂利・砂 34,464t 2. 廃土砂 28,976t 3. 石材 10,722t 4. 窯業品 1,648t 5. その他機械 30t |

## 定期航路
神社みなとまち再生グループによって以下の航路が運航されている。この航路は船参宮の再生による他地域との交流や港町再生を目的としたもので、観光客を中心として利用されている。
- 和船「みずき」（2013年現在、4月 - 11月の第1・3日曜日に運航）[28]
  - 神社・海の駅 - 二軒茶屋・川の駅 - 河崎・川の駅[27]